# Lizt Alfonso
Pour les articles homonymes, voir Alfonso.
Lizt Alfonso est une danseuse et chorégraphe cubaine.

## Biographie
Alfonso commence le ballet à l'âge de 4 ans.
Elle est la directrice de la compagnie Lizt Alfonso Dance Cuba basée au Gran Theatro - depuis 2000 - à La Havane fondée en 1991 en tant que troupe exclusivement féminine,. La troupe est connue pour sa fusion entre plusieurs genres de danse dont le ballet classique, le flamenco ou encore la salsa. Plus de 90% de membres de l'école sont des femmes ou des jeunes filles. En octobre 2016, Lizt Alfonse créé une troupe masculine pour fêter le 25e anniversaire de la troupe.
En 2015, la troupe monte un spectacle rendant hommage au développement de la musique cubaine dans les années 1950 et est joué au New Victory Theater en Off-Broadway. Cette année, la compagnie dans lors de la remise des Latin Grammy Award. Elle accueille également comme danseuse invitée Misty Copeland.
L'année suivante, elle est invitée à danser avec sa troupe à la Maison-Blanche par Barack Obama et reçoit l'International Spotlight Awards du comité des Arts et des Humanités (Committee on the Arts and Humanities) des mains de Michelle Obama. Elle la présente également au Mexique, dans plusieurs villes des États-Unis, ainsi qu'en Israël.
Depuis 2017, elle collabore avec le ballet national du Panama.
Alfonso est listée parmi les 100 femmes les plus influentes du monde par la BBC. Elle est aussi une ambassadrice de bonne volonté de l'UNICEF dans le cadre de la campagne « 25 leaders, 25 voix pour l’enfance » en Amérique latine et aux Caraïbes,.

## Distinctions
- 2001: Cuban Artist Foundation of New York Award[1]
- 2006 : Grand prix de la Cuban Association of National Writers and Artists[1]
- 2008 : Dora Grand Prize[1]